# Killzone 2
Killzone 2 (nom del projecte: Killzone PS3) és un videojoc per Playstation 3, desenvolupat per l'estudi Guerrilla Games i publicat per Sony Computer Entertainment. Aquest és la tercera part de la saga Killzone que va començar a la PlayStation 2. El videojoc va ser anunciat per primera vegada a l'Electronic Entertainment Expo del 2005 a Los Angeles, Califòrnia, i va sortir a la venda el febrer del 2009.

## Argument

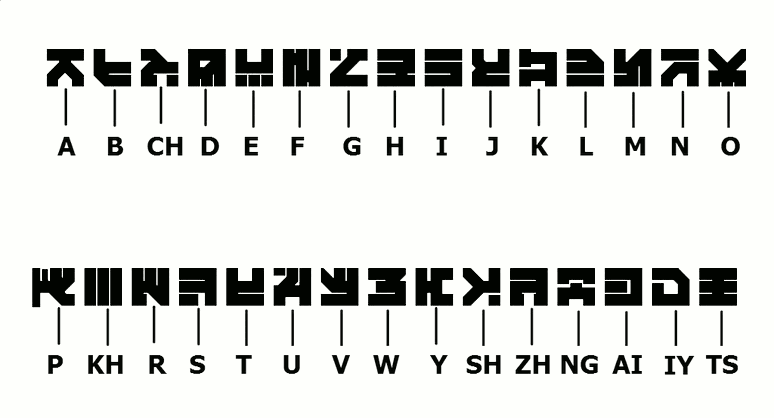
L'alfabet Helghast

La història de Killzone 2 és la continuació dels jocs Killzone (PS2) i Killzone: Liberation (PSP) se situa dos anys després de l'alliberament de Vekta. Jan Templar, un dels herois que va alliberar Vekta, pren el control de l'exèrcit ISA i envia les tropes a fer un bloqueig del planeta Helghan. Però les forces ISA no es limiten a bloquejar Helghan i comença la invasió. Ara, nosaltres prendrem el paper d'un combatent de la guerra de Vekta, Sev, i haurem de lluitar a la capital de Helghan, Pyrrhus, fins a capturar l'emperador helghast Scolar Visari.

## Desenvolupament
Més de 130 desenvolupadors als Països Baixos van treballar en el joc. Killzone (PS3) està disponible en més de 20 llengües diferents. El seu desenvolupament està costant aproximadament 20 milions d'euros, un dels projectes més costosos en la història d'Holanda, tindrà contingut per descarregar per Internet com els altres videojocs de Playstation 3
Es va mostrar un tràiler, el 2007, demostrant la varietat de batalles i vehicles que es presentarien en el joc. Es va fer a porta tancada, però l'endemà, a la conferència mundial sobre videojocs E3 es va presentar en públic.

## Crítiques
KillZone 2 ha sofert nombroses crítiques pel seu tràiler de l'any 2005, en el que diversos mitjans especialitzats van criticar que aquell tràiler no mostrava els autèntics gràfics del joc, ja que era bastant improbable un joc d'aquella mida gràfica per la Playstation 3. Més tard, el vicepresident de la SCEA, Jack Tretton, va aclarir que els gràfics eren reals, i que eren com es veia al joc, però segons alguns simplement es referia al videojoc Fall of Man, i no al Killzone.
Recentment, Michael Valient de Guerrilla Games va realitzar una conferència amb les intencions d'explicar els gràfics de KillZone 2.
Al llarg de les distribucions de continguts addicionals també es van llançar algunes crítiques a causa del fet que alguns d'aquells continguts addicionals eren de pagament tot i ésser considerats part necessària per a completar el joc (mitjançant el sistema de trofeus de PS3)

## Multijugador
El multijugador per internet del Killzone 2 té capacitat per a fins a 32 persones i consta d'un sistema de classes que ens permet fer servir un d'aquests 7 soldats, si prèviament els hem desbloquejat:
1. Soldat ras
2. Metge
3. Tècnic
4. Enginyer
5. Franctirador
6. Soldat d'assalt
7. Sabotejador